# نويل ريان
نويل ريان (بالإنجليزية: Noel Ryan) هو سباح أسترالي، ولد في 1912 في Manly, New South Wales ‏ في أستراليا، وتوفي في 23 نوفمبر 1969 في سيدني في أستراليا.

## روابط خارجية
- نويل ريان على موقع الاتحاد الدولي للسباحة (الإنجليزية)
- نويل ريان على موقع اللجنة الأولمبية الدولية (الإنجليزية)
- نويل ريان على موقع أوليمبيديا (الإنجليزية)
- نويل ريان على موقع اللجنة الأولمبية الأسترالية (الإنجليزية)
- نويل ريان على موقع اتحاد ألعاب الكومنولث (مؤرشف) (الإنجليزية)
- نويل ريان على موقع قاعة أستراليا للمشاهير الرياضية (الإنجليزية)